# YOU
Die YOU ist eine deutsche Jugendmesse. Sie richtet sich an Jugendliche und junge Erwachsene im Alter von 14 bis 22 Jahren.

## Geschichte
Die erste YOU wurde 1996 in Dortmund durchgeführt und wurde von Volker Ebener erfunden und entwickelt. Bereits die erste Messe wurde von den Jugendlichen als Leitmesse genutzt; allerdings stürzte eine Bell UH-1D der Flugbereitschaft des Bundesministeriums der Verteidigung bei einem Schauflug in ein Waldgebiet und tötete 13 Menschen (siehe Flugunfall bei der Jugendmesse YOU 1996 in Dortmund).
Von 2000 bis 2007 wurde sie im Halbjahresrhythmus ausgetragen und fand zunächst in Dortmund und Berlin, ab 2001 in Essen und Berlin statt. 2008 feierte die nun jährlich ausgetragene YOU ihr zehntes Jubiläum in Berlin. Im Jahr 2014 fand die YOU erstmals wieder zusätzlich zu Berlin auch in Dortmund statt.
Die Messe ist in zwei Hauptsegmente gegliedert: „music.sports.lifestyle.“ und „Bildung.Karriere.Zukunft.“ Neben dem Unterhaltungswert bietet die YOU den Jugendlichen durch Kooperationen mit verschiedenen Vereinen, Bildungseinrichtungen und Institutionen Informationen und Hilfe in Themenbereichen wie Gesundheit, Gesellschaft, Politik, Umwelt und Wirtschaft. In diesem Zuge fanden von 2007 bis 2011 die „Tage der Berufsausbildung“ der IHK und HWK Berlin auf dem Gelände der YOU statt. Seit 2012 gibt es die eigene Karrierehalle „YOUrjobaktiv“ in Zusammenarbeit mit der Bundesagentur für Arbeit. Hier können sich Jugendliche rund um die Themen Ausbildung, Berufseinstieg, Bewerbung und Karriere informieren.
Die zehnte YOU in Berlin vom 24. bis 26. Oktober 2008 besuchten über 140.000 Jugendliche. Mehr als 150 Aussteller waren vertreten. Ein Jahr später waren es rund 170 Aussteller und eine vergleichbare Anzahl von Besuchern. 2010 fand die YOU einmalig auf dem stillgelegten Flughafen Tempelhof in Berlin statt.
2015 fand die YOU unter dem Motto „Summer Break“ vom 3. bis 5. Juli auf dem Messegelände Berlin statt. Erstmals wurde der Sommergarten des Messegeländes mitgenutzt und ein 1000 m² großer Eventpool aufgestellt.

## Logos

Logo von 2009
Logo von 2008
Logo von 2007
Logo von 2012
Logo von 2014